# In My Pocket
«In My Pocket» (2001) — перша пісня третього альбому американської співачки Менді Мур «Mandy Moore». За ліком «In My Pocket» став її п'ятим синглом.

## Формат
Австралійський CD сингл
1. «In My Pocket» (альбомна версія)
2. «I Wanna Be With You» (наживо MTV)
3. «In My Pocket» (Hex Hector main 7" mix)
4. «In My Pocket» (Thunderpuss club mix)

## Чарти
| Чарт (2001)                                   | Позиція |
| --------------------------------------------- | ------- |
| Australian ARIA Singles Chart                 | 11      |
| Armenia Singles Chart[джерело?]               | 6       |
| New Zealand RIANZ Singles Chart               | 26      |
| U.S. Billboard Bubbling Under Hot 100 Singles | 2       |
| U.S. Billboard Top 40 Mainstream              | 21      |
| U.S. Billboard Top 40 Tracks                  | 37      |